# Alexandre-Charles-Albert-Joseph Renard
Alexandre-Charles-Albert-Joseph Renard, francoski rimskokatoliški duhovnik, škof in kardinal, * 7. junij 1906, Avelin, † 8. oktober 1983.

## Življenjepis
12. julija 1931 je prejel duhovniško posvečenje.
19. avgusta 1953 je bil imenovan za škofa Versaillesa in 19. oktobra istega leta je prejel škofovsko posvečenje. 
Leta 1967 je bil 28. maja imenovan za nadškofa Lyona in 26. junija povzdignjen v kardinala ter imenovan za kardinal-duhovnika S. Francesco di Paola ai Monti.
24. maja 1976 je spremenil naslovno župnijo v Rimu in postal kardinal-duhovnik SS. Trinità al Monte Pincio.
29. oktobra 1981 se je upokojil in dve leti kasneje umrl.